# Guatteria discolor
Guatteria discolor é uma espécie de magnólia. Foi descrito pela primeira vez por Robert Elias Fries. Guatteria discolor pertence ao gênero Guatteria e à família Annonaceae.
Este tipo de planta pode ser encontrado em:
- Bolívia

Não existe esse tipo listado.